# Pusztahencse
Pusztahencse là một thị trấn thuộc hạt Tolna, Hungary. Thị trấn này có diện tích 31,71 km², dân số năm 2010 là 1003 người, mật độ 32 người/km².